# Úrazník položený

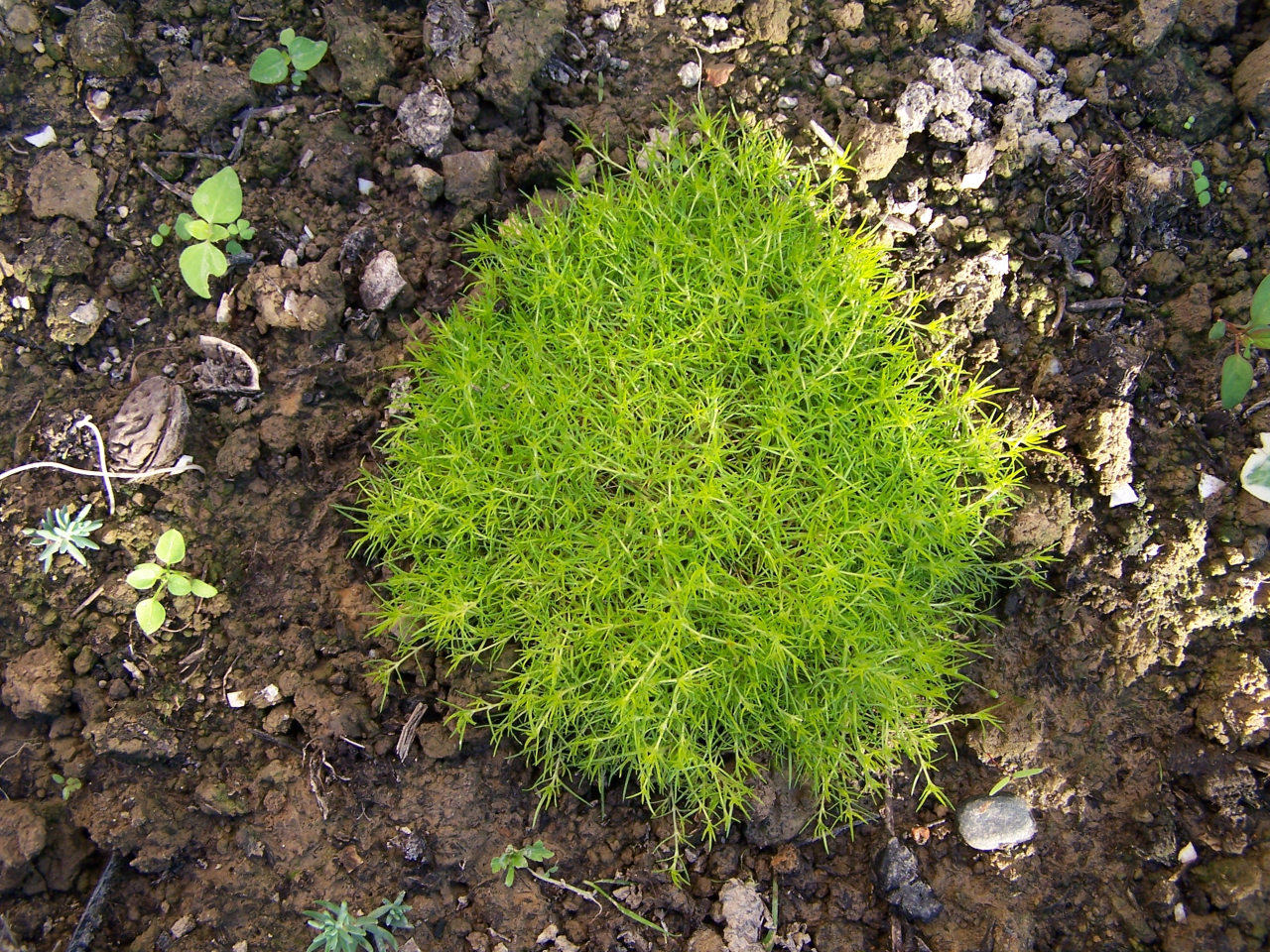
Mechovitý vzhled trsu rostlin

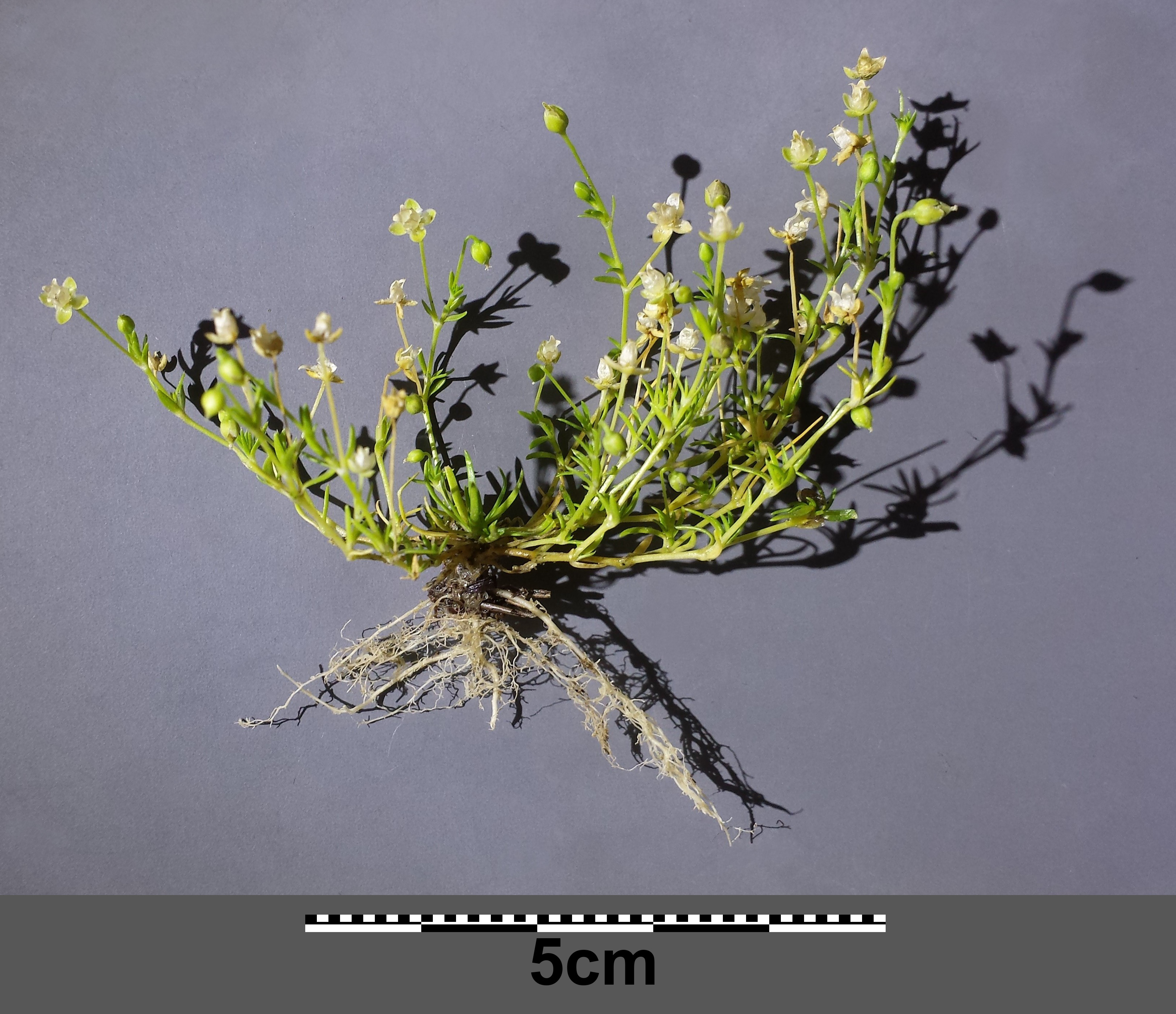
Jedná rostlina

Úrazník položený (Sagina procumbens) je stálezelená, vytrvalá, do 5 cm vysoká bylina rostoucí na vlhkých stanovištích. Nejčastěji se s ním setkáváme v pozdním jaru, když roste a začíná kvést mezi dlažbou chodníků a v nejrůznějších trhlinách a proláklinách, ve kterých se občas zdržuje voda. Kvete drobnými nazelenalými kvítky od pozdního jara do podzimu, květy lákají opylovače svou vůní. V české přírodě je původním druhem, ze dvou zde rostoucích druhů tím rozšířenějším; celosvětově je známo druhů přes třicet.

## Ekologie
Roste na vlhkých, světlých i polostinných stanovištích s nezapojenou vegetací, která mohou být na povrchu i narušovaná. Vyskytuje se na obnažovaných březích, v příkopech po okrajích cest, v sadech, na polích i na sešlapávaných plochách v blízkosti lidských sídel, je odolný vůči zasolení půdy. Přežívá sešlapávání, bez něho ale lépe kvete, je považován za jednu z nejběžnějších městských rostlin. Preferuje mírný stín a na jaře vlhké a chladné podmínky. Velké sucho nesnáší, po vyschnutí půdy rychle ukončuje svůj vývoj a odumírá. Upřednostňuje skalnatou či písčitou půdu, na které má nižší konkurenci jiných rostlin.
Vyskytuje se od planárního po subalpínský stupeň, nejčastěji roste na půdách s vápnitým podkladem. Často se na stanovišti objevuje pouze přechodně, na obdělávaných polích roste jen nárazově a převážně jako jednoletá, plevelná rostlina. Kvete od května do října, plody zrají v červenci až říjnu. Rostlinu zpravidla opyluje drobný létající hmyz. Květy jsou samosprašné i cizosprašné, při nedostatku opylovačů se někdy vyvinou semena i z neopylených květů. Počet chromozomů 2n = 22, stupeň ploidie x = 2.

## Rozšíření
Původní areál úrazníku položeného se nachází v mírném podnebném pásmu Evropy, v jihozápadní Asii, na Kavkaze, Sibiři, ve Střední Asii, na severu Číny a Indického subkontinentu; pokračuje rovněž i v severozápadní Africe a Makaronésii. V současnosti roste v důsledku lidského šíření téměř kosmopolitně, jako nepůvodní druh se vyskytuje na mnoha místech Severní i Jižní Ameriky, na ruském Dálném východě i v jihovýchodní Asii na Filipínách a v Malajsku.

## Popis
Vytrvalá, kobercovitě rostoucí, od dvou do pěti centimetrů vysoká, lysá bylina s drobnou listovou růžici a lodyhou, která vyrůstá z krátkého, tenkého kořene. Lodyhy bývají až 20 cm dlouhé, jsou poléhavé a na koncích slabě vystoupavé, v uzlinách na vlhké půdě koření a vznikají sekundární listové růžice se šídlovitými listy 5 až 12 mm velkými, které bývají v době kvetení již suché. Větvící se lodyhy jsou porostlé jednoduchými, vstřícnými, přisedlými listy bez palistů, jejich čepele jsou čárkovité a na koncích zašpičatělé, 2 až 10 mm dlouhé, 0,5 až 1,2 mm široké a u spodu jsou krátce srostlé s protějšími listy.
Z úžlabí lodyžních listů nebo na koncích lodyh vyrůstají jednotlivě čtyřčetné, či vzácně pětičetné, oboupohlavné květy, jejich květní poupata jsou téměř kulovitého tvaru. Otevřené květy jsou na stopkách 1 až 3 cm dlouhých, které se po odkvětu ohýbají a ve zralosti plodu opět napřimují. Kališní lístky 1,5 až 3 mm velké jsou zelené, široce vejčité, za květu rozložené a vytrvalé. korunní lístky jsou bílé, okrouhle vejčité a kratší než kališní, často ale zcela chybějí. Tyčinek s drobnými prašníky je stejný nebo dvojnásobný počet jako kališních lístků, u báze vnitřních tyčinek jsou nektaria. Gyneceum je synkarpní, svrchní semeník má čtyři nebo pět čnělek s bliznami. Květy jsou navštěvovány drobnými včelami a mouchami, které jsou lákány vůní nektaru a pylu. Květy často dají vzniknout semenům i bez hmyzího opylení.
Plod je vejčitá, hnědá, mnohosemenná, 3 mm dlouhá tobolka pukající až k bázi čtyřmi či pěti chlopněmi, která je částečně obalená vytrvalými kališními lístky. Obsahuje asi 0,4 mm velká, trojhranná až hruškovitá semena, která jsou tmavě zbarvená a na povrchu jemně bradavčitá. Po vypadnutí z tobolky jsou rozfoukávána větrem, odplavována vodou nebo roznášena mravenci. Za příhodných podmínek, dostatek vláhy a tepla, jsou semena schopná ještě do zimy vyklíčit a vytvořit přezimující listové růžice.
Rozmnožuje se dobře klíčícími semeny, která jsou šířena zoochorně i anemochorně. Mimo to se na kratší vzdálenosti šíří i plazivými lodyhami, které v hlinitopísčitých půdách lehce koření a vytvářejí druhotné listové růžice. Vlhká semena dobře přilnou k srsti zvířat, k podrážkám bot i pneumatikám aut.

## Význam
Úrazník položený se někdy pěstuje v zahradách na skalkách nebo jako půdopokryvná rostlina, kde často vytváří malé kolonie rostlin připomínající svým vzhledem mech. Dobře a rychle se rozrůstá a na nechtěných místech se stává plevelem. Je jednou z nejběžnějších městských rostlin, dobře snáší pravidelné sešlapávaní, zimní údržbu chodníků chemickým posypem, znečištěné ovzduší i několikadenní zaplavení vodou.

## Galerie

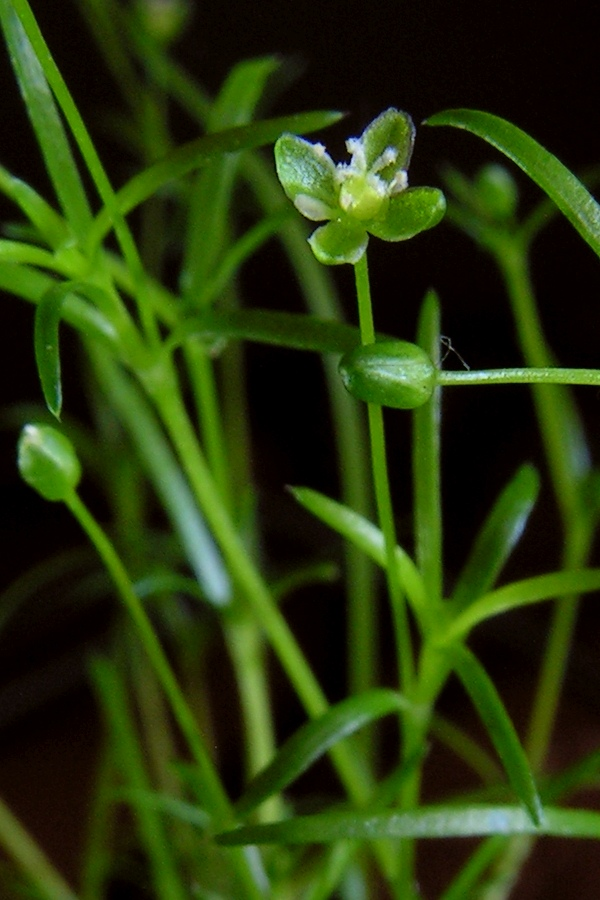
Květ
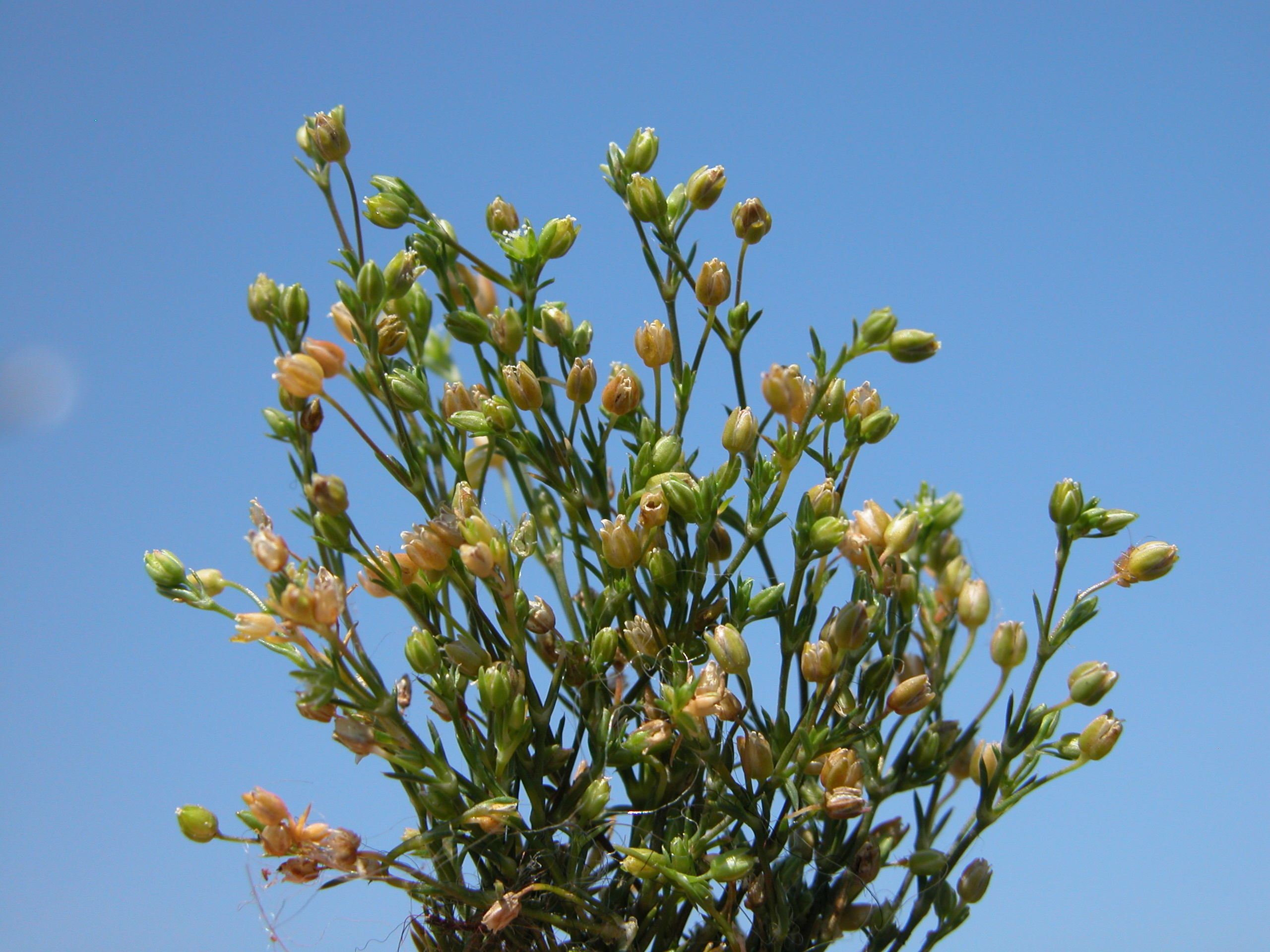
Květenství
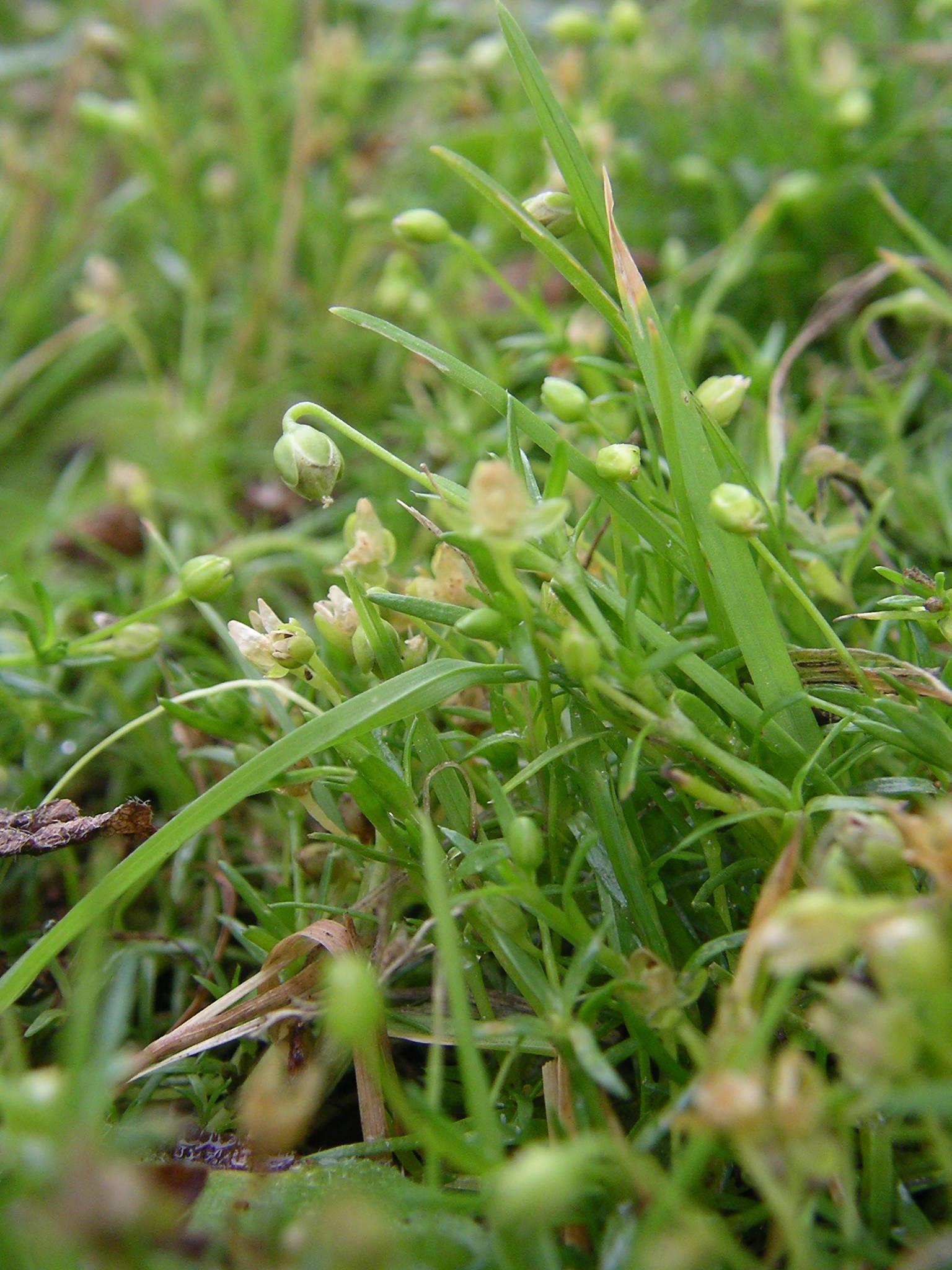
Dozrávající plod
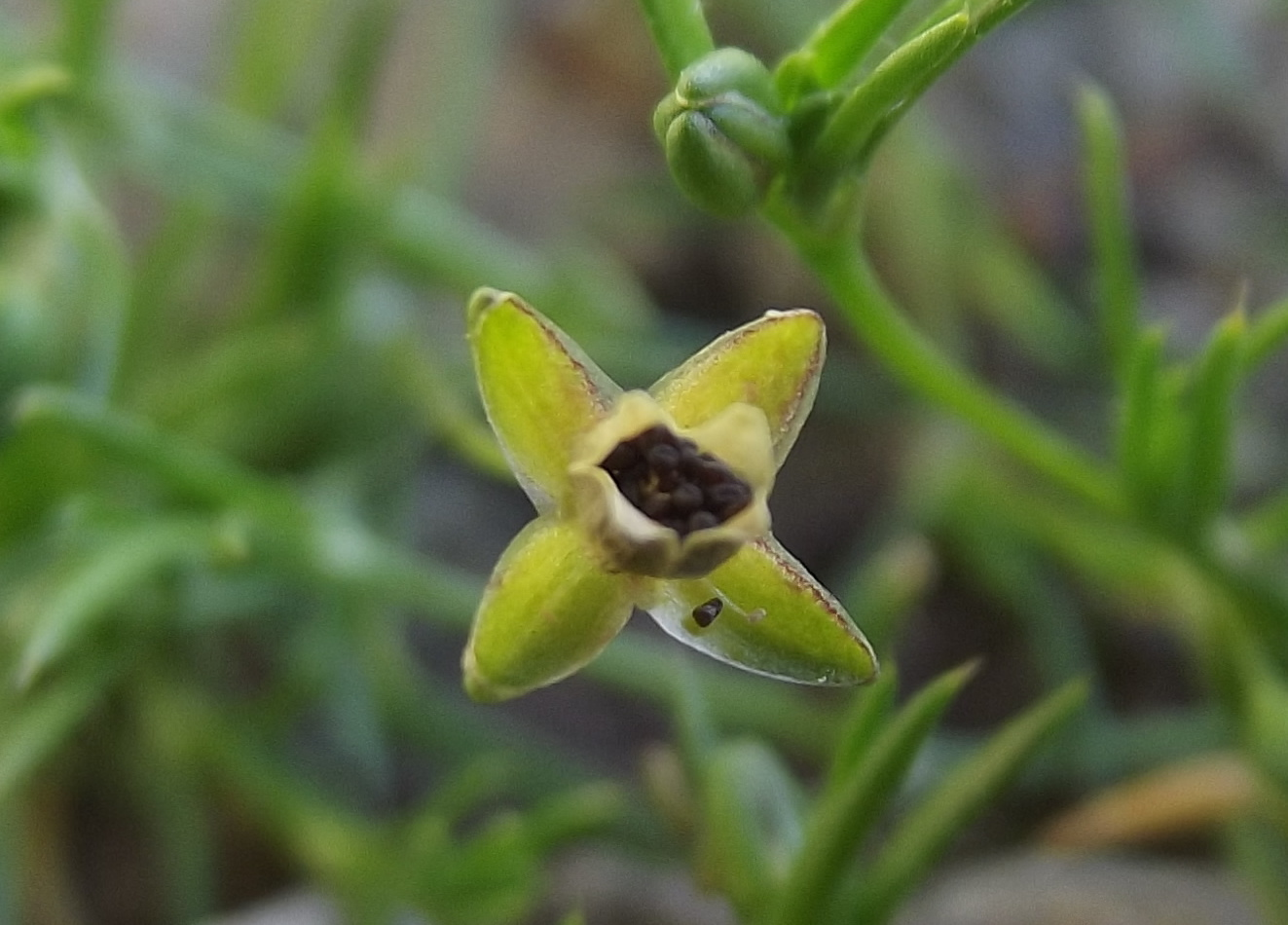
Tobolka se semeny